# Relaciones Chile-Uzbekistán
Las relaciones Chile-Uzbekistán son las relaciones internacionales entre la República de Chile y la República de Uzbekistán.

## Historia

### sigloXX
Las relaciones diplomáticas entre Chile y Uzbekistán fueron establecidas el 15 de septiembre de 1994.

## Relaciones comerciales
En 2023, el intercambio comercial entre ambos países ascendió a los 0,95 millones de dólares estadounidenses, lo que supuso un 46,2% de crecimiento promedio anual en los últimos cinco años. Chile exclusivamente exporta vinos, mientras que Uzbekistán exportó mayoritariamente sulfato de potasio.

## Misiones diplomáticas
- La embajada de Chile en Rusia concurre con representación diplomática a Uzbekistán.[3]
- La embajada de Uzbekistán en los Estados Unidos concurre con representación diplomática a Chile.[3]